# Ігуана
Ігуана (Iguana) — рід ящірок з родини Ігуанових. Має 3 види. Інші назви «справжня ігуана».

## Опис
Загальна довжина представників цього роду сягає 1,8 м. Колір шкіри зелений з різним відтінком. Форма голови чотирикутна. Тулуб довгий, стиснутий з боків. Хвіст довгий, стиснутий з боків. Вздовж спини й до кінчика хвоста тягнеться гребінь. У самців добре розвинута горлова торба з поперечним краю гребінцем із зубчастої луски. Ігуани мають відмінний зір, бачать форми, тіні, колір на далеких відстанях. Використовують свої очі для навігації при пересуванні по лісу, а також для пошуку їжі. У них є візуальні сигнали для спілкування з іншими членами одного й того ж виду. Барабанна порожнина барабанної перетинки ігуани знаходиться за оком.

## Спосіб життя
Полюбляють лісисті місцини, особливо біля водоймищ. Практично усе життя проводять на деревах. Гарно повзають. Харчуються здебільшого рослинної їжею, іноді комахами.
Це яйцекладні ящірки. Самиці відкладають до 25 яєць.
М'ясо та яйця ігуан вживаються у їжу місцевим населенням.

## Розповсюдження
Мешкає у Центральній та Південній Америці.

## Види
- Iguana iguana
- Iguana delicatissima
- Iguana melanoderma